# Sébastien Chavanel
Sébastien Chavanel (Châtellerault, 21 maart 1981) is een voormalig Frans wielrenner. Hij reed onder andere voor Française des Jeux en Bouygues Télécom. 
Sébastien Chavanel is de twee jaar jongere broer van Sylvain Chavanel, die tevens profwielrenner werd.

## Belangrijkste overwinningen
2002
- 1e en 4e etappe Ronde van Loir-et-Cher

2003
- 2e + 3e etappe Ronde van de Toekomst

2004
- 5e etappe Ronde van het Waalse Gewest
- 2e, 4e en 5e etappe Ronde van de Toekomst

2006
- 3e etappe Costa Azul

2007
- 5e etappe Ster van Bessèges
- GP Denain
- 3e etappe Ronde van Picardië
- 3e etappe Ronde van Poitou-Charentes
- Eindklassement Coupe de France

2008
- 4e etappe, puntenklassement en eindklassement Ronde van Picardie

2011
- 2e etappe Omloop van Lotharingen

## Resultaten in voornaamste wedstrijden
| Jaar | Ronde van Italië | Ronde van Frankrijk | Ronde van Spanje |
| ---- | ---------------- | ------------------- | ---------------- |
| 2005 |                  |                     | buiten tijd      |
| 2006 | buiten tijd      |                     |                  |
| 2007 |                  | 130e                |                  |
| 2008 |                  | opgave              |                  |
| 2009 |                  |                     | opgave           |
| 2010 |                  |                     | 137e             |
| 2011 |                  |                     |                  |
| 2012 |                  |                     |                  |
| 2013 |                  |                     |                  |
| 2014 | 150e             |                     |                  |
| 2015 |                  | 160e (laatste)      |                  |

| Jaar | Milaan-San Remo | Gent-Wevelgem | Ronde van Vlaanderen | Parijs-Roubaix | Kuurne-Brussel-Kuurne | Parijs-Tours |  | Wereldranglijsten |
| ---- | --------------- | ------------- | -------------------- | -------------- | --------------------- | ------------ |  | ----------------- |
| 2005 |                 |               |                      | opgave         |                       | 157e         |  |                   |
| 2006 |                 |               | opgave               | opgave         |                       |              |  | 209e (UPT)        |
| 2007 |                 | 71e           | opgave               | opgave         | 4e                    | opgave       |  |                   |
| 2008 | opgave          | 148e          |                      | opgave         |                       |              |  | 136e (UPT)        |
| 2009 |                 |               | opgave               | opgave         |                       | 58e          |  |                   |
| 2010 |                 | 89e           | opgave               | opgave         |                       | 10e          |  | 248e (UWK)        |
| 2011 |                 | 16e           | opgave               | 39e            | 6e                    | 78e          |  |                   |
| 2012 |                 | 118e          | opgave               | 80e            | 7e                    |              |  |                   |
| 2013 |                 |               |                      | opgave         |                       | 148e         |  |                   |
| 2014 |                 |               |                      |                | 63e                   |              |  |                   |
| 2015 | 160e            | opgave        | opgave               |                | 45e                   |              |  |                   |

## Ploegen
- 2003- Brioches La Boulangère
- 2004- Brioches La Boulangère
- 2005- Bouygues Télécom
- 2006- Bouygues Télécom
- 2007- La Française des Jeux
- 2008- La Française des Jeux
- 2009- Française des Jeux
- 2010- Française des Jeux
- 2011- Team Europcar
- 2012- Team Europcar
- 2013- Team Europcar
- 2014- FDJ.fr
- 2015- FDJ
- 2016- FDJ